# Hyperbaena allenii
Hyperbaena allenii är en tvåhjärtbladig växtart som beskrevs av Paul Carpenter Standley. Hyperbaena allenii ingår i släktet Hyperbaena och familjen Menispermaceae. Inga underarter finns listade i Catalogue of Life.